# Hoàng Lị Tân
Hoàng Lị Tân (tiếng Trung: 黄莉新; bính âm: Huáng Lìxīn; sinh tháng 8 năm 1962) là một chính trị gia Trung Quốc hiện đang là Chủ tịch Chính hiệp Giang Tô, phó Bí thư Tỉnh ủy và phó Tỉnh trưởng Giang Tô, đồng thời là thành viên của Ủy ban Thường vụ Tỉnh Giang Tô. Bà đã được điều đi liên tục để thay thế các quan chức bị cáo buộc tham nhũng: đầu tiên thay thế Mao Tiểu Bình ở Vô Tích, sau đó Dương Vệ Trạch ở Nam Kinh, sau đó kế nhiệm Lý Vân Phong làm phó Tỉnh trưởng điều hành Giang Tô. Bà là người phụ nữ đầu tiên làm Bí thư Thành ủy Nam Kinh trong lịch sử. Hiện bà là một Ủy viên Dự khuyết của Ủy ban Trung ương Đảng Cộng sản Trung Quốc khóa XIX.

## Sự nghiệp
Hoàng Lị Tân sinh ra ở Tú Thiên, Giang Tô. Bà tốt nghiệp trường Cao đẳng Nông nghiệp Giang Tô, tại đây bà học về hệ thống thoát nước điện cơ. Bà tiếp tục lấy bằng đại học về triết học Mác-xít tại Đại học Nam Kinh. Bà bắt đầu làm việc như một nhân viên văn phòng tại văn phòng tỉnh về việc chống hạn hán. Năm 1987, bà được chuyển đến các sở công trình cấp nước và bắt đầu tham gia một loạt các vị trí lãnh đạo, trở thành một kỹ sư được cấp phép đầy đủ vào tháng 4 năm 1991. Từ năm 1992 đến 1993, bà đến thăm các vùng nông thôn nghèo để hỗ trợ các sáng kiến giảm nghèo. Đến năm 1996, bà trở thành phó giám đốc văn phòng tỉnh chống hạn hán và lũ lụt. Vào tháng 6 năm 1997, bà trở thành trợ lý cho giám đốc Sở công trình cấp nước tỉnh. Năm 1998, bà đã dành vài tháng tham gia các khóa học quản lý điều hành tại Trường Kinh doanh Wharton tại Đại học Pennsylvania trước khi trở về Trung Quốc.
Vào tháng 5 năm 2000, ở tuổi 37, bà được bổ nhiệm làm giám đốc các công trình nước. Tháng 2 năm 2003, bà được bổ nhiệm làm phó Tỉnh trưởng Giang Tô. Vào tháng 12 năm 2007, bà được bổ nhiệm vào Ủy ban Thường vụ Tỉnh ủy, gia nhập các cấp lãnh đạo quyền lực ở tỉnh Giang Tô. Bà cũng là một thành viên của các quan chức cấp cao Trung Quốc nghiên cứu tại Trường Chính phủ Kennedy ở Đại học Harvard năm 2010. Vào tháng 12 năm 2011, bà được bổ nhiệm làm Bí thư Thành ủy Vô Tích, một trong những thành phố thịnh vượng nhất Trung Quốc, sau khi thay thế Mao Tiểu Bình đương nhiệm đã bị sa thải vì tham nhũng. Vào tháng 1 năm 2015, sau khi điều tra và bãi nhiệm lãnh đạo Bí thư Thành ủy Nam Kinh Dương Vệ Trạch, bà được bổ nhiệm làm Bí thư Thành ủy Nam Kinh. Vào tháng 10 năm 2016, bà được bổ nhiệm làm Phó Tỉnh trưởng điều hành của Giang Tô, thay thế cho Li Yunfeng đã thay thế - lần thứ ba bà đảm nhận một vị trí sau khi người đương nhiệm đã bị sa thải do tham nhũng.Tuy nhiên, khi Huang giữ chức lãnh đạo cao nhất ở Vô Tích và Nam Kinh, việc ông không hành động đã khiến nền kinh tế của hai nơi này suy giảm nghiêm trọng, đặc biệt là thành phố Vô Tích.
Vào tháng 7 năm 2017, bà được bổ nhiệm làm phó Bí thư ủy Tỉnh Giang Tô. Vào tháng 1 năm 2018, bà được bổ nhiệm làm Chủ tịch Chính hiệp Giang Tô.
Bà là một Ủy viên Dự khuyết của Ủy ban Trung ương Đảng Cộng sản Trung Quốc khóa XVIII và khóa XIX.